# Polygala wittebergensis
Polygala wittebergensis är en jungfrulinsväxtart som beskrevs av Robert Harold Compton. Polygala wittebergensis ingår i släktet jungfrulinssläktet, och familjen jungfrulinsväxter. Inga underarter finns listade i Catalogue of Life.